# Mittelmühle Wennigsen

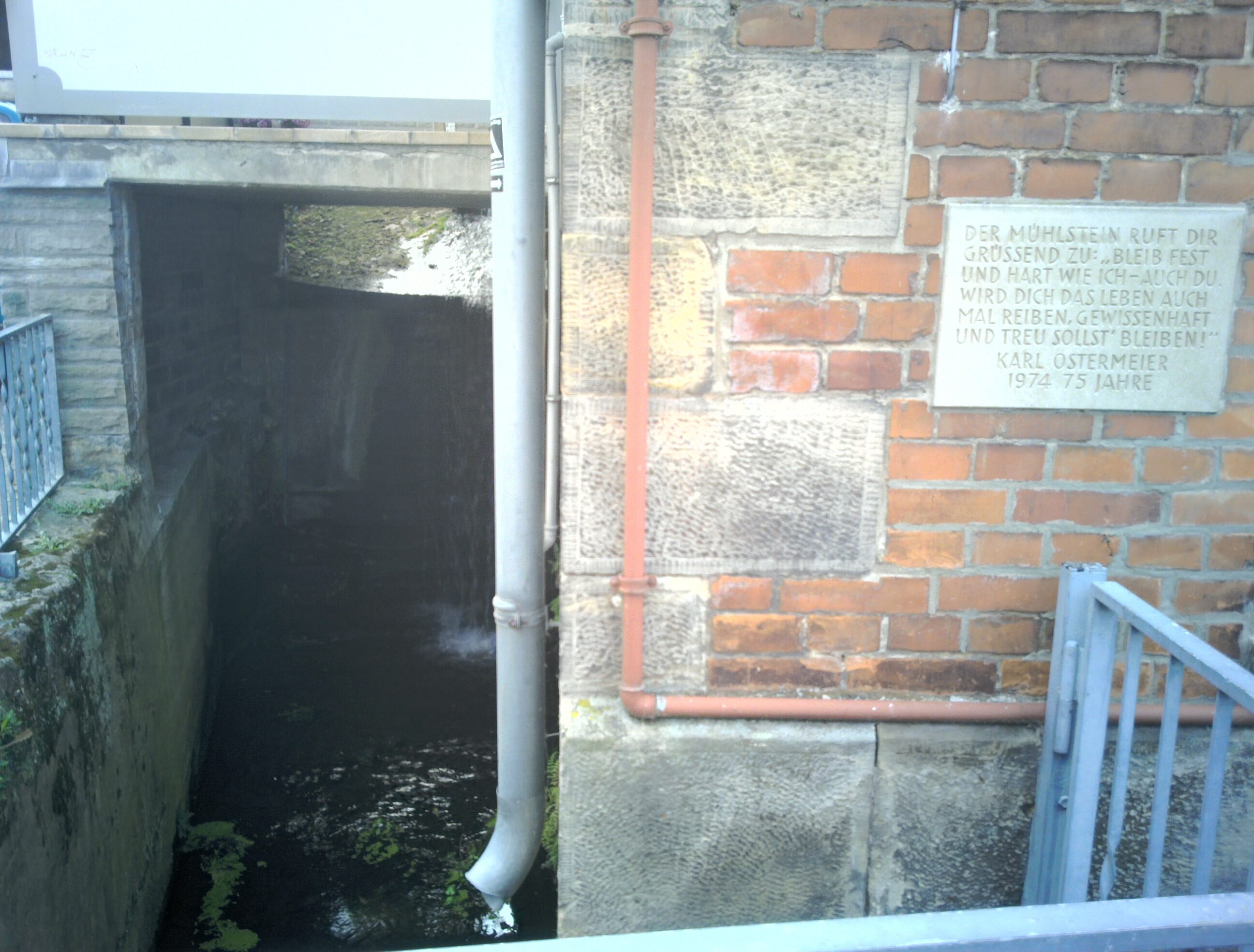
Wasserlauf an der ehemaligen Mittelmühle

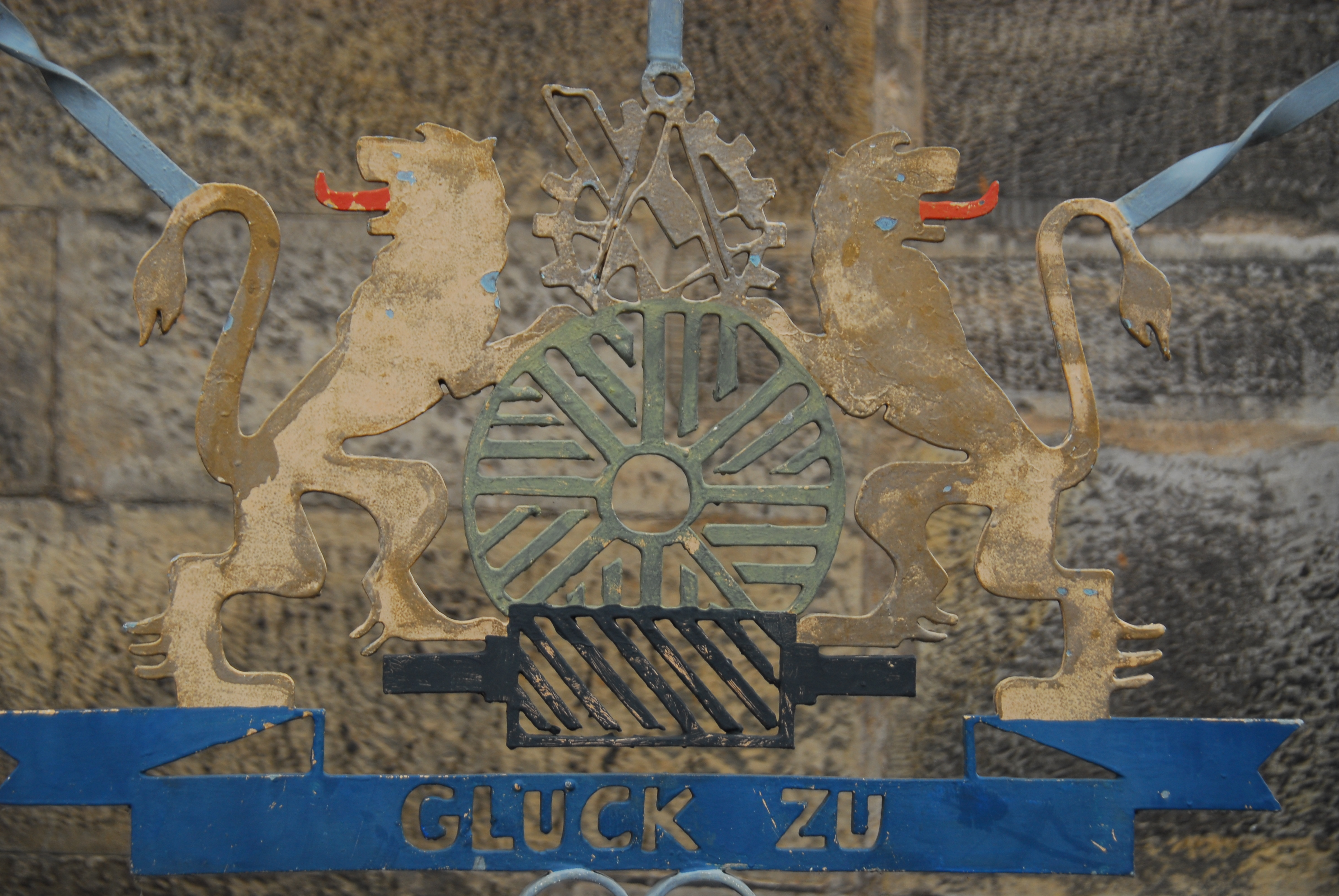
Emblem an der mittleren Wassermühle

Die Mittelmühle ist ein Baudenkmal in der Gemeinde Wennigsen. Sie liegt am Feuerwehrplatz 12 im Ortskern von Wennigsen. Die Mühle ist eine von zwei erhaltenen der ehemals sieben Wennigser Wassermühlen. Ebenso wie die Obere Mühle ist sie eine oberschlächtigen Mühle.
Die mittlere Mühle wurde vom Wennigser Mühlbach und dem dazugehörigen Mühlenbetriebsgraben gespeist, der ebenfalls im innerörtlichen Verlauf unter Denkmalschutz steht. Die Mühle stand zunächst im Eigentum des Klosters, wurde jedoch später verkauft. Im Wennigser Volksmund wird das Gebäude auch als Mühle Ostermeier bezeichnet, einem einstigen Betreiber.
Die Mittelmühle verfügte über einen Stauteich, der bis heute in kleiner Form vorhanden ist. Er diente dazu, den unregelmäßigen Zufluss aus dem Deister zu regulieren. Im 20. Jahrhundert wurde wie in den beiden anderen oberschlächtigen Wennigser Mühlen ein zusätzlicher Motor eingebaut. Das Wasserrad ist heute entfernt. An der nach Osten gerichteten Wand ist ein Gedicht von Karl Ostermeier angebracht:
Der Mühlstein ruft dir grüssend zu:
"Bleib fest und hart wie ich - auch du.
Wird dich das Leben auch mal reiben,
gewissenhaft und treu sollst' bleiben!"
Die südliche Wand ist ebenfalls mit einem Gedicht vom selben Autor verziert:
Murmelnd drehte sich an dieser Stelle
einst der Mühle Wasserrad
heimisch fühlte sich hier die Forelle
doch Wassernot besiegelte ihr Grab.
Jetzt plätscherts Bächlein traurig,
klagt um vergang'ne Zeit.
Ich steh am Rande – sinnend –
verstehe wohl sein Leid.
Und wie's nun geht der Mühle
geht's dir einst Menschenherz.
Nach einer kurzen Blüte
kommt bald der Todesschmerz.
Das Gebäude wurde später als Bäckerei genutzt, heute ist dort ein kleines Einzelhandelsgeschäft untergebracht. Es befindet sich in Privatbesitz.
Direkt nördlich befindet sich mit der alten Schmiede ein weiteres Baudenkmal der Gemeinde Wennigsen.